# Birger Franzén
Birger Franzén född 1917 i byn Kaxgärde, död i juli 2006 i Alvesta var en svensk poet, naturfotograf och föreläsare.
Franzén gav 1946 till 2001 ut 22 diktsamlingar som resulterat i över 500 tonsättningar av ett 40-tal tonsättare. Många av dessa har getts ut både på skivor och i sånghäften. 
1973 fick Franzén Alvesta kommuns kulturstipendium, med motiveringen: Hans kulturgärning som poet, föreläsare och fotograf kännetecknas av en stor idealitet. I hans lågmälda och till sin form tilltalande enkla lyrik finns ett sökande allvar och en tro på mänskliga och religiösa värden som helt igenom bär äkthetens prägel.